# David Ekholm
Karl David Ekholm (* 16. Januar 1979 in Ekshärad, Gemeinde Hagfors) ist ein ehemaliger schwedischer Biathlet.

## Werdegang
David Ekholm begann 1993 mit Biathlon. Der für Bore Biathlon startende Student aus Östersund gehörte seit 2002 dem Nationalkader an. Seine Trainer waren Wolfgang Pichler und Leif Andersson. Sein internationales Debüt gab er 1999 in Pokljuka bei den Juniorenweltmeisterschaften. In den Einzelrennen konnte er keine Erfolge erreichen, doch mit der schwedischen Mannschaft gewann er Gold. Der nächste größere Auftritt für den noch jungen Sportler war bei den Europameisterschaften in Haute-Maurienne. Bestes Ergebnis war ein zehnter Platz mit der Staffel. 2002 debütierte er bei der letzten Station des Biathlon-Weltcups am Holmenkollen in Oslo, wo er 75. im Sprint wurde.
Von nun an wurde er immer wieder im Weltcup eingesetzt. Bessere Leistungen brachte er jedoch meist nur in den Staffeln. In Oberhof nahm er erstmals 2004 an Seniorenweltmeisterschaften teil. In den Einzelrennen konnte er keine guten Ergebnisse erreichen, doch mit der Staffel wurde er Sechster. Im selben Jahr nahm er auch an den Militärweltmeisterschaften teil. Mit Björn Ferry, Carl Johan Bergman und Jakob Börjesson wurde er Neunter im Patrouillenlauf, der nur noch bei Militärweltmeisterschaften ausgetragen wird. Im Sprint, den Raphaël Poirée gewann, wurde Ekholm 37.
In der Saison 2004/05 gewann er mit der schwedischen Staffel einen Weltcup in Oberhof. Doch bei den Biathlon-Weltmeisterschaften 2005 in Hochfilzen wurde die Staffel nur Siebte. In der Saison 2005/06 konnte sich Ekholm erstmals besser im Weltcup präsentieren. In Hochfilzen gewann er erstmals als 28. Punkte in einem Sprint. In Osrblie belegte er als 19. im Einzel sein bislang bestes Ergebnis in einem Einzelrennen, das er in der folgenden Saison bei einem Sprint in Östersund erneut erreichen konnte. Höhepunkt in Ekholms Karriere war die Teilnahme an den Olympischen Spielen 2006 in Turin. Er startete im Einzel (35.), Sprint (39.) und Verfolgung (40.). Für die Staffel, die als Vierte nur um Haaresbreite eine Medaille verpasste, konnte sich Ekholm nicht qualifizieren.
Bei den Weltmeisterschaften 2007 in Antholz konnte er im Einzel als 52. erneut kein gutes Ergebnis erzielen, doch mit der Staffel wurde er Siebter. Bei den Weltmeisterschaften 2009 in Pyeongchang erreichte er im Einzel den fünften Platz, seine erste Top-10-Platzierung im Weltcup. Zudem gewann er mit der Mixed-Staffel die Silbermedaille. Den Weltcup 2008/2009 beendete er auf dem 54. Platz.
Ekholm ist mit der schwedischen Biathletin Helena Ekholm verheiratet.

## Biathlon-Weltcup-Platzierungen
Die Tabelle zeigt alle Platzierungen (je nach Austragungsjahr einschließlich Olympische Spiele und Weltmeisterschaften).
- 1.–3. Platz: Anzahl der Podiumsplatzierungen
- Top 10: Anzahl der Platzierungen unter den ersten zehn (einschließlich Podium)
- Punkteränge: Anzahl der Platzierungen innerhalb der Punkteränge (einschließlich Podium und Top 10)
- Starts: Anzahl gelaufener Rennen in der jeweiligen Disziplin
- Staffel: inklusive Mixed- und Single-Mixed-Staffeln

| Platzierung | Einzel | Sprint | Verfolgung | Massenstart | Staffel | Gesamt |
| ----------- | ------ | ------ | ---------- | ----------- | ------- | ------ |
| 1. Platz    |        |        |            |             | 2       | 2      |
| 2. Platz    |        |        |            |             | 1       | 1      |
| 3. Platz    |        |        |            |             |         |        |
| Top 10      | 1      |        |            |             | 22      | 23     |
| Punkteränge | 3      | 9      | 5          | 1           | 22      | 40     |
| Starts      | 18     | 58     | 23         | 1           | 22      | 122    |